# Carl W.U. Kuylenstierna
Carl Wilhelm Ulf Kuylenstierna, född 14 december 1889 i Växjö, död 2 december 1984 i Stockholm, var en svensk ämbetsman och regeringsråd och rättshistoriker.

## Biografi
Carl W.U. Kuylenstierna var son till hypotekskamrer och f.d. bokhållare Gustaf Adolf Kuylenstierna (1847–1932) och hans hustru Kerstin Katarina Augusta Hellman (1858–1929). Då Carl föddes 1889 var fadern kamrerare vid hypoteksföreningen i Växjö.
Kuylenstierna tog studentexamen 1907 i Växjö och samma år blev han student i Lund, där avlade han juris kandidatexamen 1911. Han  blev juris licentiat 1916 han disputerade samma år och utnämndes till juris doktor 1917 (med avhandlingen Om rekognitionsskogar, 1916), var biträdande sekreterare åt åbokommissionen 1913–1919.
Åren 1915–1944 var han docent i rättshistoria vid Stockholms högskola.. Han var även lärare vid Socialpolitiska institutet i Stockholm. Efter kortare eller längre tids tjänstgöringar i skilda ämbetsverk under åren 1919–1924 var Kuylenstierna 1:e kanslisekreterare i Finansdepartementet 1920. Han blev byråchef där 1922 för lagärenden och tillförordnad statssekreterare där 1923–1924. Han blev kammarrättsråd 1929 och var regeringsråd 1944–1956."
Kuylenstierna var ledamot i ett flertal skatte- och besparingskommittéer från 1920 och var 1926–1932 svenskt ombud med främmande stater för undvikande av dubbelbeskattning. Han var skatteteknisk sakkunnig åt Välfärdsutskottet vid 1933 års riksdag och gjorde sig känd som föreläsare och författare i skattefrågor.
Kuylenstierna var en av de främsta skatteexperterna och var från 1924 till inträdet i Regeringsrätten huvudsakligen sysselsatt med sakkunniguppdrag i beskattningsfrågor (1924 års skatteberedning, 1928 års bolagsskattebereding, 1930 års kommunalskatteberedning med flera). Han har också som sakkunnig medverkat vid underhandlingar angående skattefrågor med flera länder. År 1928 var han Sveriges ombud vid en av Nationernas förbund anordnad konferens angående skattefrågor. 1929 blev Carl Kuylenstierna korresponderande och 1937 ordinarie ledamot av comité fiscal inom Nationernas
förbund, 1939—1946 var han kommitténs vice ordförande.

## Publikationer
Kuylenstiernas doktorsavhandling "Om rekognitionsskogar och under bruk skatteköpta hemman" utgör en
rättshistorisk undersökning av ett invecklat beskattningsproblem. Dessutom har Kuylenstierna publicerat ett flertal
promemorior och handböcker i skattefrågor och närliggande ämnen såsom "Kommunalskattefrågan" (tillsammans med Olinder, 1927) och "Fastighetstaxering" (tillsammans med I L Waller med flera, 1927). Från 1928 höll Kuylenstierna regelbundet populära lagstiftningskrönikor i radio. 

## Familj
Carl Kuylenstierna var sedan 1915 gift med Gurli Aurora Constance Falkenstedt.
 Familjen var under lång tid bosatt på Herman Ygbergs väg 19 i Smedslätten i Bromma. Carl W.U. Kuylenstierna är begravd på Bromma kyrkogård.

## Utmärkelser
- Riddare av Vasaorden, 1920.[4]
- Riddare av Nordstjärneorden, 1924.[5]
- Kommendör av andra klassen av Vasaorden, 5 juli 1928.[6]
- Kommendör av andra klassen av Nordstjärneorden, 6 juni 1936.[7]
- Kommendör av första klassen av Nordstjärneorden, 6 juni 1947.[8]
- Kommendör med stora korset av Nordstjärneorden, 5 juni 1954.[9]